# جيمس وودرو لويس
جيمس وودرو لويس (بالإنجليزية: James Woodrow Lewis)‏ هو قاضي أمريكي، ولد في 8 مارس 1912، وتوفي في 1999.